# Wklejka

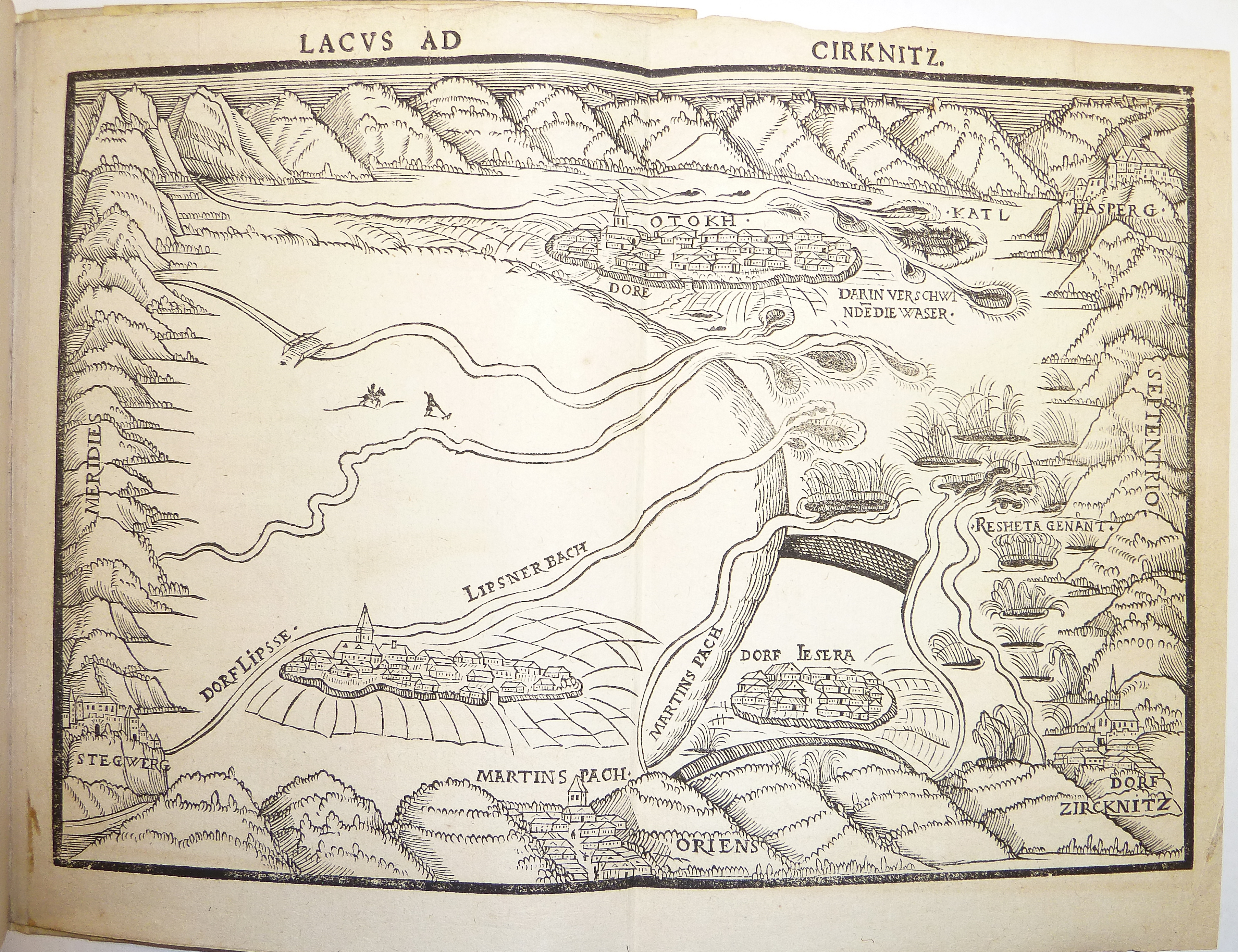
Mapa w postaci składanej wklejki

Wklejka – oddzielna, pojedyncza kartka w formacie równym formatowi stronicy lub od niej większym, wklejona przez falc do grzbietu książki lub czasopisma. Zawiera najczęściej mapę, tabelę lub inny materiał ilustracyjny; może być drukowana jedno- lub dwustronnie, może też różnić się papierem od reszty publikacji (np. wklejka na papierze kredowym w książce wydrukowanej na papierze drukarskim).